# Diocesi delle Isole
La diocesi delle Isole (in latino Dioecesis Insularum) è una sede soppressa della Chiesa cattolica.

## Territorio
La diocesi comprendeva le isole Ebridi e Man.
Frutto della fusione di varie missioni in diverse isole, la prima sede vescovile fu forse Peel, per poi spostarsi sull’Isola di Iona cui erano soggette 47 parrocchie. Delle antiche cattedrali non restano che ruderi.
La ricerca storica ha individuato le 47 parrocchie comprese nel territorio diocesano: Barra, Barvas (Lewis), Benbecula, Bracadale (Skye), Canna, Coll, Colonsay, Duirinish (Skye), Stornoway (Lewis), Gigha, Harris, Howmore (South Uist), Inchkenneth (Mull), Iona, Jura o Killearndale, Kilarrow (Islay), Kilbride (Arran), Kilchoman (Islay), Kilcolmkill (Mull), Kildalton (Islay), Kildonan (Eigg), Kilfinichen (Mull), Kilmaluoc (Raasay), Kilmeny (Islay), Kilmore (Mull), Kilmory (Arran), Kilmuir or Kilmorie (North Uist), Kilmuir (Skye), Kilninian (Mull), Kilpeter (South Uist), Kilvickeon (Mull), Kingarth (Bute), Kirkapoll (Tiree), Lochs (Lewis), Minginish (Skye), Ness (Lewis), Rodel (Harris), Rothesay (Bute), Sand (North Uist), Sleat (Skye), Snizort (Skye), Soroby (Tiree), Strath (Skye), Torosay or Killean (Mull), Trumpan (Skye), Uig (Lewis) e Uig (Skye).

## Storia

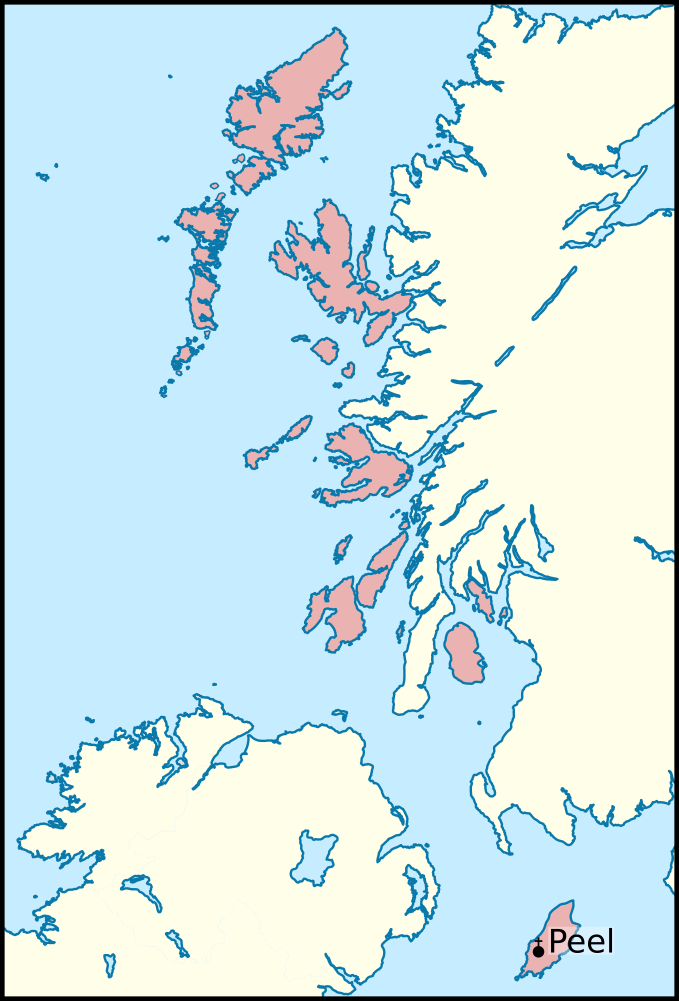
Estensione della diocesi nel 1300.

La diocesi nella sua forma completa comprendeva le Ebridi Esterne, la maggior parte delle Ebridi Interne (incluse Iona, Skye, Raasay, Canna, Eigg, Coll, Tiree, Mull, Colonsay, Islay, Jura, Gigha – ma non Lismore, Kerrera, Seil o Luing, tutti sotto il Vescovo di Argyll), l'Isola di Bute e l'Isola di Arran, così come l'Isola di Man (Mann). La diocesi potrebbe aver originariamente contenuto Galloway, un suggerimento pensato per spiegare i possibili attacchi di Wimund al vescovo Gilla Aldan di Whithorn.
Dall'XI secolo fino all'erezione dell'arcidiocesi di Niðarós, Mann e le isole sembrano essere state sotto la giurisdizione dell'arcivescovo di York. In seguito, fu formalmente sotto Niðarós (l'odierna Trondheim). Il trattato di Perth passò nel frattempo l’arcipelago dalla Norvegia alla Scozia. La diocesi fu divisa dopo l'acquisizione inglese di Mann nel XIV secolo.
Nel 1472, tuttavia, i territori norvegesi delle Orcadi e delle Shetland divennero scozzesi, come parte dell'accordo matrimoniale del re Giacomo III di Scozia, in seguito al quale la diocesi di St. Andrews fu elevato ad arcidiocesi e le isole (ma non Mann che era caduta sotto l’Inghilterra e aveva di conseguenza secessionato) passarono sotto la sua giurisdizione.
I legami del vescovato con Roma cessarono di esistere dopo la Riforma scozzese, ma continuarono, a parte l'abolizione temporanea tra il 1638 e il 1661, sotto la fazione episcopale all'interno della Chiesa di Scozia fino alla Rivoluzione del 1688. L'episcopato e l'anglicanesimo nella Chiesa di Scozia istituita e controllata dai presbiteriani furono definitivamente aboliti nel 1689, ma continuarono nella Chiesa episcopale scozzese ribelle fino al 1702 con la morte del vescovo Archibald Graham. Il territorio della diocesi passò quindi sotto la cura del vescovo di Ross o Caithness o Moray in vari modi. Una nuova diocesi episcopale scozzese unita, la diocesi di Argyll e delle isole, fu istituita nel 1847 con il vescovo Alexander Ewing come primo vescovo residente a Lochgilphead. Nella restaurazione della gerarchia cattolica scozzese del 1878, una Diocesi cattolica di Argyll e delle isole fu similmente ristabilita e continua a esistere. Coloro che appartengono alla Chiesa cattolica nell'Isola di Man, d'altro canto, sono ora sotto la giurisdizione dell'arcidiocesi di Liverpool.

## Cronotassi dei vescovi

### Vescovi di Sodor o delle Isole
- Roolwer † (XI secolo)
- William †
- Hamund o Wimund † (XII secolo)
- John † (XII secolo)
- Gamaliel † (XII secolo)
- Ragnald † (XII secolo)
- Christian †
- Michael † (? - 1203 deceduto)
- Nicholas I, O.Cist. † (1203 - 1217 deceduto)
- Nicholas de Meaux, O.Cist. † (circa 1217 - 1219 dimesso)
- Reginald, O.Cist. †
- John † (1226 - 1230 ? deceduto)
- Simon † (1230 - 28 febbraio 1247 deceduto)
  - Lawrence † (1249 - 1249 deceduto) (vescovo eletto)
- Richard † (14 marzo 1253 - 1275 deceduto)
- Mark of Galloway † (1275 - circa 1303 deceduto)
- Alan † (1304 o 1305 - 15 febbraio 1321 deceduto)
- Gilbert Maclelan † (1321 ? - 1327 deceduto)
- Bernard de Linton † (1327 - 1331 ? deceduto)
- Thomas † (10 giugno 1331 - 20 settembre 1348 deceduto)
- William Russell † (22 aprile 1349 - 21 aprile 1374 deceduto)
- John Donegan † (6 novembre 1374 - ? nominato vescovo di altra sede[4])
  - Michael, O.F.M. † (15 luglio 1387 - ?) (antivescovo)
- John Sproten, O.P. † (31 ottobre 1392 - 1402 deposto)
- Conrad, O.Cist. † (9 gennaio 1402 - ?)
- Thierry Bloc, O.Cruc. † (16 aprile 1402 - ?)
  - Richard Payl (Messing), O.Carm. † (30 maggio 1410 - ? deceduto) (antivescovo)

### Residenza a Iona
- Michael Ochiltree (Anchire) † (20 aprile 1422 - ? deceduto)
- Angus de Insulis † (19 giugno 1426 - ?)
- John Burwaiss, O.S.B.Clun. † (22 aprile 1433 - ? deceduto)
- John Seyre † (10 ottobre 1435 - ? deceduto)
- John Grene (Sproton) † (1º ottobre 1441 - ? deceduto)
- Angus † (1472 - dopo il 1476)
- John Campbell † (19 gennaio 1487 - dopo il 1498)
- George Hepburn † (10 febbraio 1511 - 9 febbraio 1513 deceduto)
  - Fearchard, O.S.A. † (17 febbraio 1530 - ? deceduto) (vescovo eletto)
- Roderick Maclean † (5 marzo 1550 - 1553 deceduto)
- Alexander Gordon (1554 - 1559 apostata)[5]
  - seguirono i vescovi luterani fino alla rivoluzione calvinista[6]

### Residenza a Man
- John Burgherlinus, O.F.M. † (20 luglio 1425 - ?)
- Thomas Burton, O.F.M. † (25 settembre 1455 - 1458 deceduto)
- Thomas, O.Cist. † (21 giugno 1458 - ? deceduto)
- Richard Oldham † (15 febbraio 1478 - ? deceduto)
- John Blacklacht † (4 aprile 1487 - 1509 deceduto)
- Hugh Heskart † (16 maggio 1513 - ? deceduto)
- John Howden, O.P. † (18 maggio 1523 - ? deceduto)
- Thomas Stanley † (21 giugno 1555 - 1568 deceduto)